# Eleições presidenciais no Quirguistão em 1990
Eleições presidenciais indiretas foram realizadas no Quirguistão, em dois turnos, o primeiro turno em 22 de outubro de 1990 e o segundo em 27 de outubro de 1990. Os candidatos originais Absamat Masaliyev, Apas Jumagulov e Jumgalbek Amanbayev não conquistaram os votos necessários e foram eliminados, então Askar Akayev e outros cinco candidatos disputaram a presidência. O resultado foi uma vitória de Akayev em segundo turno com 179 dos 175 votos necessários para ganhar, se tornando assim o ''primeiro presidente do Quirguistão''.

## Candidatos

### Candidatos eliminados
| Nome      | Partido |
| --------- | ------- |
| Masaliyev | PCUS    |
| Jumagulov | PCUS    |
| Amanbayev | PCUS    |

### Candidatos finais
| Nome      | Partido |
| --------- | ------- |
| Akayev    | PCUS    |
| Muraliyev | PCUS    |
| Osmonov   | PCUS    |
| Duisheev  | PCUS    |
| Isanov    | PCUS    |
| Ablesov   | PCUS    |

## Resultados
| Candidato                  | Partido                    | Primeiro turno | Primeiro turno | Segundo turno | Segundo turno |
| Candidato                  | Partido                    | Votos          | %              | Votos         | %             |
| -------------------------- | -------------------------- | -------------- | -------------- | ------------- | ------------- |
| Askar Akayev               | PCUS                       | 147            | 49.0           | 179           | 51.1          |
| Nasirdin Isanov            | PCUS                       | 74             | 24.7           | 171           | 48.9          |
| Outros                     | PCUS                       | 79             | 26.3           |               |               |
| Total                      | Total                      | 350            | 100.0          | 350           | 100.0         |
|                            |                            |                |                |               |               |
| Registrados/comparecimento | Registrados/comparecimento | 350            | 100.0          | 350           | 100.0         |
| Fonte:                     |                            |                |                |               |               |